# Myriocoleopsis
Myriocoleopsis là một chi rêu tản thuộc họ Lejeuneaceae.

## Danh sách loài
Chi này có các loài sau (tuy nhiên danh sách này có thể chưa đủ):
- Myriocoleopsis fluviatilis, (Steph.) Reiner & Gradst.
- Myriocoleopsis gymnocolea
- Myriocoleopsis vuquangensis